# Harpers Ferry (Iowa)
Harpers Ferry és una població dels Estats Units a l'estat d'Iowa. Segons el cens del 2000 tenia 330 habitants.

## Demografia
Segons el cens del 2000, Harpers Ferry tenia 330 habitants, 166 habitatges, i 110 famílies. La densitat de població era de 208,9 habitants/km².
Dels 166 habitatges en un 15,7% hi vivien nens de menys de 18 anys, en un 57,8% hi vivien parelles casades, en un 6% dones solteres, i en un 33,7% no eren unitats familiars. En el 31,9% dels habitatges hi vivien persones soles el 22,3% de les quals corresponia a persones de 65 anys o més que vivien soles. El nombre mitjà de persones vivint en cada habitatge era d'1,99 i el nombre mitjà de persones que vivien en cada família era de 2,44.
Per edats la població es repartia de la següent manera: un 14,8% tenia menys de 18 anys, un 1,8% entre 18 i 24, un 18,8% entre 25 i 44, un 28,2% de 45 a 60 i un 36,4% 65 anys o més.
L'edat mediana era de 58 anys. Per cada 100 dones de 18 o més anys hi havia 83,7 homes.
La renda mediana per habitatge era de 29.091 $ i la renda mediana per família de 35.125 $. Els homes tenien una renda mediana de 30.000 $ mentre que les dones 21.250 $. La renda per capita de la població era de 17.566 $. Entorn del 3,5% de les famílies i el 7,5% de la població estaven per davall del llindar de pobresa.

## Poblacions més properes
El següent diagrama mostra les poblacions més properes.